# حذف برای همیشه
«حذف برای همیشه» (به انگلیسی: Delete Forever) تک‌آهنگی از موسیقی‌دان کانادایی گرایمز می‌باشد که در ۱۲ فوریهٔ سال ۲۰۲۰ از سوی ۴ای‌دی به‌عنوان پنجمین و آخرین تک‌آهنگ پنجمین آلبوم استودیویی وی تحت عنوان خانم انتروپوسن منتشر گردید. این ترانه با سبک‌های فولک، بریت‌پاپ و رقص آمیخته شده‌است.